# 金爵賞 最優秀アニメーション作品賞
金爵奨 最優秀アニメーション作品賞（きんしゃくしょう さいゆうしゅうアニメーションさくひんしょう、中国語: 金爵奖最佳动画片、英語: Golden Goblet Award for Best Animation Film）は、上海国際映画祭のコンペティションに出品された、アニメーション作品の最高賞。

## 受賞作品
| 年     | 映画                             | 国                                    |
| ------ | -------------------------------- | ------------------------------------- |
| 2015年 | ソング・オブ・ザ・シー 海のうた  | / トム・ムーア                        |
| 2016年 | モリー・モンスター               | / テッド・シーガー                    |
| 2017年 | ゴッホ 最期の手紙                | ヒュー・ウェルチマン/ドロタ・コビエラ |
| 2018年 | さよならの朝に約束の花をかざろう | 岡田麿里                              |
| 2019年 | きみと、波にのれたら             | 湯浅政明                              |
| 2024年 | きみの色                         | 山田尚子                              |